# Nostriano di Napoli
Nostriano (IV secolo – tra il 452 e il 465) fu il quindicesimo vescovo di Napoli; il suo culto come santo fu confermato da papa Leone XIII nel 1878.

## Biografia
Secondo il Chronicon episcoporum Sanctae Neapolitanae Ecclesiae di Giovanni Diacono, Nostriano fu il quindicesimo vescovo di Napoli, successore di Giovanni I, morto il 2 aprile 432, e avrebbe governato la Chiesa napoletana per 17 anni, morendo all'incirca attorno alla metà del V secolo.
Sotto il suo episcopato, il predicatore Floro diffuse nella regione di Napoli dottrine pelagiane e manichee; il vescovo di Cartagine Quodvultdeus riferisce che il vescovo di Napoli inviò il prete Herio ad arrestare e ad espellere Floro.
Realizzò le terme per il clero e i fedeli nelle immediate vicinanze del foro, nella zona che fino al XIII secolo fu nota come vicus Nostrianus e platea Nostriana.

## Il culto
Sepolto in origine nelle catacombe di San Gaudioso, nel X secolo le sue reliquie furono traslate nella chiesa di San Gennaro all'Olmo, dove furono rinvenute il 16 agosto 1612 in un'urna marmorea ritrovata sotto l'altare maggiore. Nel 1965 l'urna fu ricollocata nella chiesa dei Santi Filippo e Giacomo.
Il culto di san Nostriano iniziò dopo il ritrovamento delle reliquie nel XVII secolo e nel 1619 il cardinale Decio Carafa, arcivescovo di Napoli, ne fissò la festa al 16 agosto. Il suo nome era già scomparso dal calendario dei santi diocesano nel 1633.
Il suo culto come santo fu confermato da papa Leone XIII con decreto del 2 maggio 1878.
Il suo elogio si legge nel martirologio romano al 14 febbraio.